# Mipanas
Mipanas es una localidad española del municipio oscense de Naval, en la comunidad autónoma de Aragón.

## Geografía
La localidad se encuentra situada en la margen derecha del río Cinca.

## Historia
A mediados del siglo XIX, el lugar, por entonces con ayuntamiento propio, tenía contabilizada una población de 117 habitantes. La localidad aparece descrita en el undécimo volumen del Diccionario geográfico-estadístico-histórico de España y sus posesiones de Ultramar de Pascual Madoz de la siguiente manera:

MIPANAS: l. con ayunt. en la prov. de Huesca (10 horas), part. jud. y dióc. de Barbastro (6), aud. terr. y c. g. de Zaragoza (26). sit. en una colina contiguo al barranco titulado de la Fuente y á la der. del r. Cinca, reinando los vientos del NE. y S., con clima mal sano por padecerse tercianas y calenturas intermitentes. Consta de 14 casas, una de ayunt. con cárcel, igl. parr. (San Miguel), servida por un párroco de segunda clase y de presentacion real y eclesiástica; contiguo á ella se encuentra el cementerio, bien sit. Confina el térm. por N. con Abizanda; E. El Grado; S. Paul, y O. Pui de Cinca; 2 horas por el segundo punto y una por cada uno de los demas: dentro de su circunferencia brotan 10 fuentes de buena calidad, bañando ademas el térm. las aguas del barranco de la Fuente y el r. Cinca , junto al cual y como á 60 pasos del pueblo se halla una ermita bajo la advocacion de Sta. Quiteria. El terreno es escabroso y estéril en su mayor parte, interrumpido por una cordillera de sierra llamada Peña de Robles, poblada de romeros y aliagas. Los caminos mal conservados, se dirijen á los pueblos limítrofes; y reciben la correspondencia de Naval por espreso, dos veces á la semana. prod.: trigo, aceite y vino, pero todo en corta cantidad, cria ganado cabrío; caza de alguna perdiz, y pesca de madrillas y barbos. ind.: un telar de lienzos ordinarios y un molino aceitero. pobl.: 19 vec., 117 almas. riqueza imp.: 27,080 rs. contr.: 3,444.
(Madoz, 1848, pp. 426-427)

En 1970 el municipio de Mipanas desapareció al ser incorporado al de Naval, con motivo de que parte de su término había sido inundado por las aguas del embalse de El Grado. Tras quedar despoblado, varias personas se instalaron en el lugar en la década de 1980. En 2022, Mipanas tenía empadronados 20 habitantes.

## Demografía
| Gráfica de evolución demográfica de Mipanas entre 1842 y 1960 |
| |
| Población de derecho según los censos de población del INE Población de hecho según los censos de población del INEEntre el censo de 1857 y el anterior, crece el término del municipio porque incorpora a Montarnedo y Paul Entre el censo de 1970 y el anterior, este municipio desaparece porque se integra en el municipio Naval |

## Patrimonio
En la localidad hay una iglesia bajo la advocación de San Miguel.